# Итяково (Мордовия)
Итяково — деревня в Темниковском районе Республики Мордовия. Входит в состав Русско-Тювеевского сельского поселения.

## География
Деревня находится на расстоянии менее 1 км к северо-востоку от города Темников, административного центра района.

## История
Впервые упоминается в 1614 году. В 1866 году была учтена как владельческая деревня Темниковского уезда, состоящая из 54 дворов.

## Население
| 2002 | 2010 |
| ---- | ---- |
| 145  | ↘131 |

### Национальный состав
Согласно результатам переписи 2002 года, в национальной структуре населения русские составляли 99 % из 145 чел.